# LEDA 8961
LEDA 8961은 지구에서 안드로메다자리 방향으로 약 3억 광년 떨어진 상호작용은하인 LEDA 8970과 상호 작용을 한다.

## 초신성
총 1개의 초신성이 LEDA 8961에서 발생하였다.
- SN 1962R(+15.5)

1. ↑  “Arp 273” (영어). 2025년 1월 10일.